# Rémségek kicsiny boltja (film, 1986)
A Rémségek kicsiny boltja (eredeti cím: Little Shop of Horrors) 1986-os amerikai horror filmvígjáték, amelyet Frank Oz rendezett. A film Alan Menken zeneszerző és Howard Ashman író 1982-es, azonos című off-Broadway zenés vígjátékának filmes adaptációja, amely az 1960-ban Roger Corman rendezésében készült Rémségek kicsiny boltja című film remake-je. A főszerepben Rick Moranis, Ellen Greene, Vincent Gardenia, Steve Martin és Levi Stubbs látható. A filmet David Geffen készítette a The Geffen Company-n keresztül, és a Warner Bros. adta ki 1986. december 19-én.
A film 25 millió dolláros költségvetésből készült, ellentétben az eredeti 1960-as filmmel, amely Corman szerint csak 30 000 dollárba torkollott, és a kritikusok és a közönség egyaránt kedvezően fogadta, végül kultikus népszerűségre tett szert. A film eredeti 23 perces fináléját, amely a zenei befejezésen alapult, átírták és újraforgatták, miután a tesztközönség nem reagált rá pozitívan. A Warner Home Video 2012-ben teljesen felújította az eredeti befejezést, amely évekig csak fekete-fehér filmfelvételként volt elérhető.

## Cselekmény
Seymour Krelborn egy lepukkant virágüzletben dolgozik és a Skid Rownál éli életét. Míg főnöke, Gravis Mushnick a bolt nyitva tartásáért küzd, Seymour keresi a módját, hogyan szerezhetne hírnevet és szerencsét a boltnak, valamint magának. Vesz egy egzotikus növényt egy keleti utcai árustól, és a növényt Audrey II-nek nevezi el, a lány után, akit szeret. A növény jót tesz az üzletnek, több vásárlót vonz a boltba, de fokozatosan Seymour rémületére megtapasztalja, hogy Audrey II. vérre és húsra vágyik, és Seymournak emberi táplálékot kell felkutatnia, hogy kielégítse a növény étvágyát. Végül Seymournak szembe kell szállnia a növénnyel, hogy biztosítsa a boldog jövőt Audreyval, és megmentse az egész emberiséget.

## Szereplők
| Szerep           | Színész           | 1. szinkron (1995) | 2. szinkron       |
| ---------------- | ----------------- | ------------------ | ----------------- |
| Seymour Krelborn | Rick Moranis      | Rudolf Péter       | Fekete Zoltán     |
| Audrey           | Ellen Greene      | Kocsis Judit       | Spilák Klára      |
| Mr. Mushnik      | Vincent Gardenia  | Ujlaki Dénes       | Szersén Gyula     |
| Orin Scrivello   | Steve Martin      | Mihályi Győző      | Jakab Csaba       |
| Audrey II hangja | Levi Stubbs       | Reviczky Gábor     | Haás Vander Péter |
| Patrick Martin   | James Belushi     | Végh Péter         | Galbenisz Tomasz  |
| Wink Wilkinson   | John Candy        | Józsa Imre         | Szűcs Sándor      |
| Arthur Denton    | Bill Murray       | Széles László      | Breyer Zoltán     |
| Első vásárló     | Christopher Guest | Bácskai János      | Papucsek Vilmos   |
| Crystal          | Tichina Arnold    | Zsigmond Tamara    |                   |

## Zeneszámok
1. "Prologue: Little Shop of Horrors"– Chiffon, Ronette, Crystal
2. "Skid Row (Downtown)"– Seymour, Audrey, Mushnik, Chiffon, Ronette, Crystal, Company
3. "Da-Doo"– Seymour, Chiffon, Ronette, Crystal
4. "Grow for Me"– Seymour, Chiffon, Ronette, Crystal (off-screen)
5. "Somewhere That's Green"– Audrey
6. "Some Fun Now"– Chiffon, Ronette, Crystal
7. "Dentist!"– Orin, Chiffon, Ronette, Crystal
8. "Feed Me (Git It!)"– Audrey II, Seymour
9. "Suddenly, Seymour"– Seymour, Audrey, Chiffon, Ronette, Crystal
10. "Suppertime"– Audrey II, Chiffon, Ronette, Crystal
11. "The Meek Shall Inherit"– Chiffon, Ronette, Crystal, Company
12. "Suppertime II"– Audrey II, Audrey, Chiffon, Ronette and Crystal (off screen)
13. "Suddenly, Seymour" (reprise) – Audrey, Seymour
14. "Mean Green Mother from Outer Space"– Audrey II, the Pods
15. "Little Shop of Horrors medley" (end credits) – Company

Eredeti befejezés
1. "Somewhere That's Green" (reprise) – Audrey, Seymour
2. "Mean Green Mother from Outer Space"– Audrey II, the Pods
3. "Finale (Don't Feed the Plants)"– Chiffon, Ronette, Crystal, Company
4. "Little Shop of Horrors medley" (end credits) – Company

## Remake
2020 januárjában a Full Circle Cinema arról számolt be, hogy készül a film remake-je, amelyben Seymour szerepére Taron Egerton, Audrey szerepére Scarlett Johansson, Audrey II hangját pedig Billy Porter adja. A Hollywood Reporter 2020 februárjában megerősítette, hogy a filmet a Warner Bros. Pictures fejleszti, Greg Berlanti  lesz a rendező, Marc Platt és David Geffen a producerek. Porter megerősítette szerepét, Egerton és Johansson pedig tárgyalásokat folytat. Emellett Chris Evans is szóba került Dr. Scrivello szerepére. A forgatókönyvet Matthew Robinson fogja írni. 2021 májusától a remake-et határozatlan időre elhalasztották.

## Fordítás
- Ez a szócikk részben vagy egészben  a   Little Shop of Horrors (film) című angol Wikipédia-szócikk fordításán alapul.  Az eredeti cikk szerkesztőit annak laptörténete sorolja fel. Ez a jelzés csupán a megfogalmazás eredetét és a szerzői jogokat jelzi, nem szolgál a cikkben szereplő információk forrásmegjelöléseként.